# Jerzy Snakowski
Jerzy Snakowski – polski reżyser, popularyzator teatru muzycznego, wykładowca, konferansjer. Jego działalność obejmuje tworzenie programów edukacyjnych, reżyserię spektakli oraz prowadzenie licznych spotkań i prelekcji mających na celu przybliżenie sztuki operowej szerokiej publiczności.

## Życiorys
Jerzy Snakowski urodził się w 1973 roku w Gdańsku, gdzie związał swoje życie zawodowe z promocją i edukacją w dziedzinie teatru muzycznego. Absolwent Uniwersytetu Gdańskiego. Początkowo pracował jako sekretarz literacki w Teatrze Muzycznym w Gdyni. W latach 1997-2010 współpracował z Operą Bałtycką, pełniąc funkcje związane z marketingiem, edukacją artystyczną, piastując funkcję m.in. zastępcy dyrektora.

## Działalność
Autor cykli edukacyjnych które w nowatorski sposób prezentują operę i balet:
- "Opera? Si!" – cykl spotkań w Operze Bałtyckiej, podczas których w przystępny sposób omawia dzieła operowe, ich konteksty historyczne i kulturowe, często z humorem i interakcją z publicznością.
- "Snack Opera" – program realizowany m.in. w Warszawskiej Operze Kameralnej, gdzie publiczność ma możliwość wyboru wykonywanych arii, a artyści opowiadają o nich, zdradzając tajniki swojego warsztatu.
- "Musicalomania" – cykl w Teatrze Muzycznym w Gdyni, poświęcony musicalom, ich historii i znaczeniu w kulturze.
- "Operetkowy zawrót głowy" – program w Mazowieckim Teatrze Muzycznym, przybliżający widzom świat operetki.

W 2023 roku zadebiutował jako reżyser operetki "Księżniczka czardasza" w Operze Bałtyckiej, za którą otrzymał Nagrodę Teatralną Miasta Gdańska oraz Pomorską Nagrodę Artystyczną.
Autor libretta opery dla dzieci Rafała Kłoczko "Chcę śpiewać", wystawianej w jego reżyserii  w Warszawskiej Operze Kameralnej (2024).
Dla Opery Bałtyckiej stworzył także scenariusze spektakli edukacyjnych dla dzieci – „Abalecadło” i „Nie taki straszny dwór”, a dla Warszawskiej Opery Kameralnej „Czarodziejski flet piccolo”.
W 2011 roku napisał monodram "Diva for Rent" dla mezzosopranistki Alicji Węgorzewskiej, który miał premierę w Teatrze Polonia w Warszawie.
Jest wykładowcą na wielu uniwersytetach trzeciego wieku.

## Publikacje i media
Jest autorem artykułów i felietonów poświęconych muzyce klasycznej, publikowanych w prasie muzycznej (m.in. „Ruch Muzyczny”, „Beethoven Magazine”). Prowadzi także aktywną działalność w mediach społecznościowych, gdzie dzieli się ciekawostkami ze świata opery i informacjami o bieżących wydarzeniach kulturalnych (m.in. cykle „Ta aria brzmi znajomo”, „Internetowy Przewodnik Operowy” i „Internetowy Słownik Operowy” prezentowanych na jego kanale na Youtube.

## Nagrody i wyróżnienia
Za debiut reżyserski  „Księżniczkę czardasza” w Operze Bałtyckiej w 2023 roku i realizację piętnastu sezonów „Opera? Si!”– otrzymał Nagrodę Teatralną Miasta Gdańska, Pomorską Nagrodę Artystyczną, a także najważniejszą nagrodę Miasta Gdańska w dziedzinie kultury „Splendor Gedanensis”.

## Inne
Zwycięzca trzech edycji teleturnieju „Wielka Gra” .
W latach 2012 - 2021 zajmował się turystyką kulturalną, organizując "Bardzo Kulturalne Wycieczki". Ich uczestnicy brali udział w wyjazdach krajowych i zagranicznych których program był zbudowany wokół dzieła operowego, spektakl którego był centralnym punktem wycieczki. Wyjazdy były organizowane m.in. do Wiednia, Werony, Wilna, Pragi, Bregencji, Torre del Lago, Berlina, Drezna, Bratysławy, Mińska, Petersburga, Wenecji, Oslo, Helsinek, Schwerinu i większości polskich miast, w której znajdują się opery lub filharmonie.